# 이케야 도모요시
이케야 도모요시(일본어: 池谷 友良, 1962년 6월 17일 ~ )는 일본의 전 축구 선수이자 현 축구 경영인으로 현재 로아소 구마모토의 회장직을 맡고 있으며 현역 시절 히타치에서 미드필더로 활약했다.

## 구단 경력
1985년부터 1992년까지 일본 사커 리그의 히타치에서 뛰었다.

## 지도자 경력
은퇴 후에는 히타치(가시와 레이솔)의 코치를 거쳐, 2004년 가시와 레이솔의 감독으로 취임하였다. 2005년부터 2008년까지 로아소 구마모토에서 감독을 맡았다.